# Hendrikus Berkhof

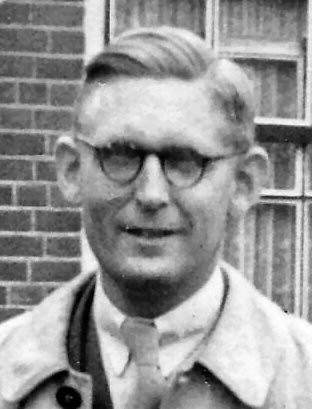
Hendrikus Berkhof (1954)

Hendrikus Berkhof (* 11. Juni 1914 in Appeltern; † 17. Dezember 1995 in Leiderdorp) war ein niederländischer evangelisch-reformierter Theologe. Er ist unter anderem bekannt durch seine Auseinandersetzung mit der Theologie von Karl Barth.

## Jugend und Studium
Berkhof, der aus einer reformierten Familie im Norden Amsterdams stammte, lernte in seiner Jugend nach eigenen Angaben neben der reformierten auch die neocalvinistische (gereformeerde) Tradition kennen, außerdem säkulare und sozialistische Milieus. Er besuchte das Gereformeerd Gymnasium in Amsterdam und begann 1931 mit dem Studium der Theologie an der Amsterdamer Universität, das er 1932 an der Universität Leiden fortsetzte. Hier kam er mit der Theologie von Ernst Troeltsch in Berührung sowie mit dem Römerbriefkommentar Karl Barths, ein Werk, das ihm zunächst einseitig erschien. Erst gegen Ende seines Studiums gewann er durch Lektüre des ersten Bands der Kirchlichen Dogmatik (KD I/1) Interesse an der Theologie Barths. Im Jahr 1939 promovierte er bei J. N. Bakhuizen van den Brink mit einer kirchengeschichtlichen Arbeit (Die Theologie des Eusebius von Caesarea). Ein halbes Jahr Studium an der Hochschule der Bekennenden Kirche in Berlin hatte Berkhofs Interesse für die Bekennende Kirche geweckt: die Auseinandersetzungen um die Trinitätslehre im 4. Jahrhundert schienen ihm ebenso wichtig für die Theologiegeschichte wie die zeitgenössische Auseinandersetzung mit der Ideologie des Nationalsozialismus.

## Prädikant während des Zweiten Weltkriegs
Nachdem er 1938 eine Prädikantenstelle in Lemele angetreten hatte, heiratete er 1939 Cornelia van den Berg; das Paar hatte vier Kinder. 1940 wurde Berkhof Prädikant in Zeist und versah diese Stelle für ein Jahrzehnt. 1941 wurde er während der deutschen Besatzung inhaftiert, und während der sechs Monate dauernden Haft schrieb er sein erstes Buch, „Die Geschichte der Kirche“ (De geschiedenis der kerk). Das Buch stieß später auf großes Interesse. Berkhof versah die dogmengeschichtliche Entwicklung mit deutlichen Bewertungen, was in einer konservativen protestantischen Leserschaft Beifall fand, in liberalen Kreisen aber irritierte und auch den Widerspruch von Kirchenhistorikern erregte. Zwar überarbeitete Berkhof das Werk in den folgenden Auflagen, aber die wesentlichen Akzentsetzungen behielt er auch noch in der sechsten Auflage (1955) bei.
Während des Zweiten Weltkriegs musste Berkhof 1942/43 für einige Monate untertauchen und schrieb während dieser Zeit „Die Kirche und der Kaiser“ (De kerk en de keizer), ein Buch, das zwar vom 4. Jahrhundert n. Chr. handelt, aus dem die Positionen Berkhofs zur aktuellen Lage der christlichen Kirche allerdings deutlich hervorgingen.

## Dozent von Kerk en Wereld
Nach Kriegsende wurde Berkhof Dozent von Kerk en Wereld, einem Seminar der Nederlands-Hervormde Kerk. Eine wesentliche Aufgabe war es, die auseinanderstrebenden theologischen Richtungen innerhalb dieser Kirche zu integrieren. Darin war Berkhof sehr erfolgreich. Zwei kleinere Schriften entstanden während dieser Lebensphase:
- „Die Krise der Mittelorthodoxie“ (De crisis der middenorthodoxie). Berkhof äußerte sich hier kritisch über die in der Hervormde Kerk weit verbreitete Barthianische Theologie, die seiner Meinung nach den persönlichen Glauben vernachlässigte. Damit positionierte er sich im sehr konservativen Spektrum seiner Kirche.[4] Kritisch vermerkte er eine einseitige Betonung der göttlichen Distanz und eine ethisch-politische Ausrichtung bei den Barthianern, die das Interesse an Mystik und Innerlichkeit bei der jüngeren Theologengeneration nicht anspreche.[5] Er profilierte sich als orthodoxer Calvinist, eine Ausrichtung, die sich später durch sein ökumenisches Engagement verändern sollte.
- „Christus und die Mächte“ (Christus en de machten). In der für ihn kennzeichnenden Weise forderte Berkhof, dass der christliche Glaube nicht nur das persönliche Leben prägen sollte, sondern gesellschaftliche Auswirkungen haben müsse. Ohne Mitglied der Partij van de Arbeid zu werden, ließ Berkhof deutliche Sympathien erkennen.[6]

## Ökumene
1948 entsandte die Nederlands-Hervormde Kerk Berkhof als ihren Delegierten zur Gründungs-Vollversammlung des Ökumenischen Rats der Kirchen nach Amsterdam. Von 1954 bis 1974 gehörte Berkhof dem Zentralausschuss des ÖRK an.

## Professur für Systematische Theologie

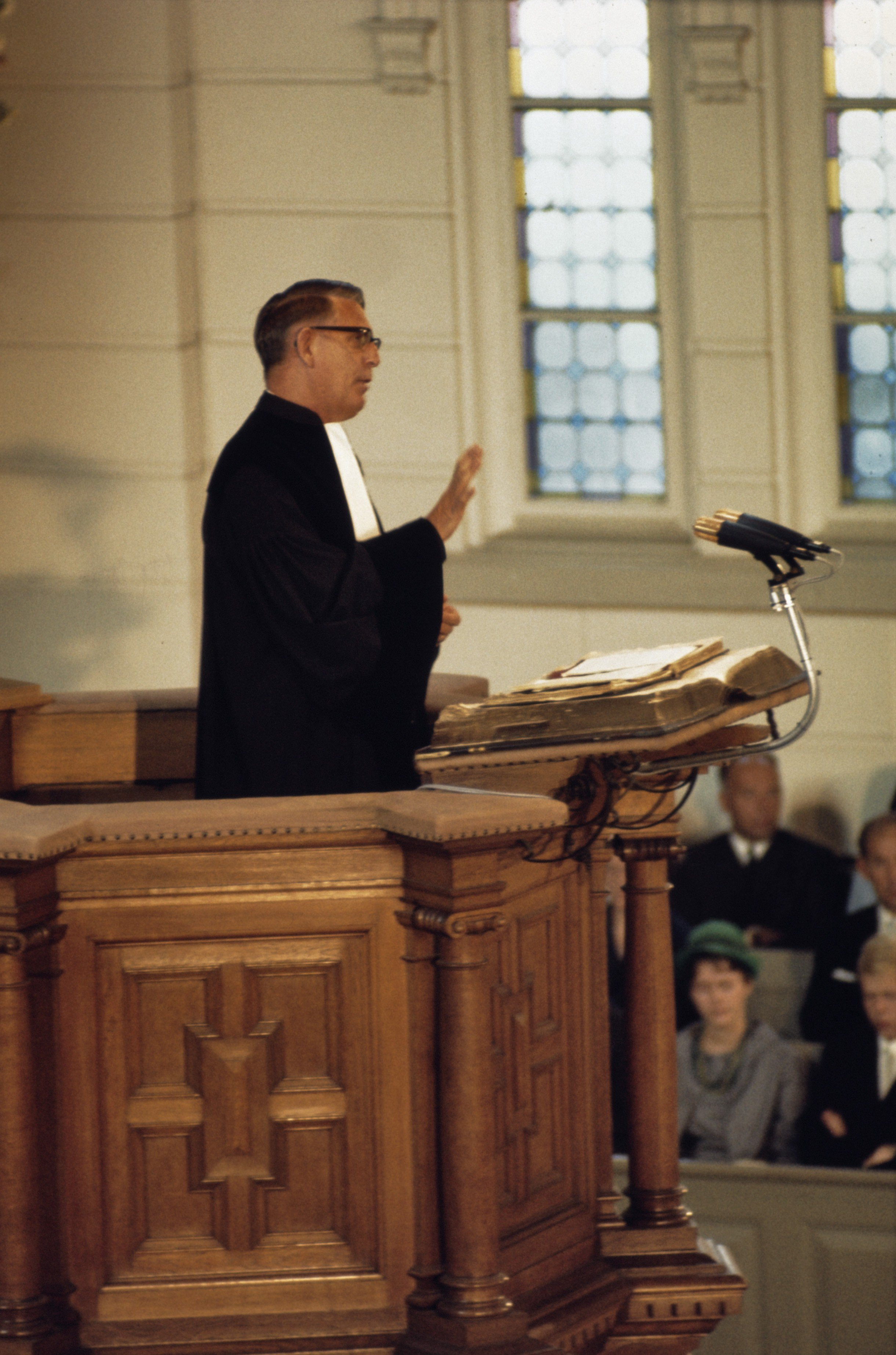
Hendrikus Berkhof predigt bei der Taufe von Prinz Maurits in der Grote Kerk von Apeldoorn (1968)

Im Jahr 1960 erhielt Berkhof den Lehrstuhl für Dogmatik der Theologischen Fakultät der Universität Leiden und wurde damit zum Nachfolger von Kornelis Heiko Miskotte. In den 60er Jahren hielten weltweit, und so auch in den Niederlanden, Erkenntnisse aus anderen Geisteswissenschaften (Psychologie, Soziologie) Einzug in das theologische Studium. Weil das ohnehin Berkhofs theologischer Ausrichtung entsprach, bereiteten ihm diese Veränderungen keine Mühe. Bis zu seiner Emeritierung 1981 hatte Berkhof die Professur für Dogmatik in Leiden inne. 1973 publizierte Berkhof die international viel beachtete Dogmatik Christlicher Glaube (Christelijk geloof), die eine Dynamisierung und Dialogisierung der Theologien von Schleiermacher und Barth unternahm.
1974 wurde Berkhof Vorsitzender des Niederländischen Kirchenrats (Nederlandse Raad van Kerken) und konnte in diesem Amt seine internationalen ökumenischen Erfahrungen nutzen. Seine Amtszeit war von kirchlichen und gesellschaftlichen Diskussionen über Kernwaffen geprägt, und Berkhof bezog klar Position, womit er im konservativen kirchlichen Spektrum für Irritationen sorgte. Berkhof äußerte sich auch kritisch zur Trinitätslehre, ohne aber die Verbindung mit der calvinistischen Tradition abreißen zu lassen. Von den Bibelwissenschaften erhoffte er sich kritische Impulse für die Dogmatik. Damit fand Berkhof weniger in der konservativen Mehrheit seiner Kirche, dafür aber in der liberalen Minderheit Resonanz; diese beherrschte allerdings die theologische Diskussion. Berkhof lehnte die Prozesstheologie ab, die die These vertritt, dass Gott selbst in Veränderung begriffen sei und durch Menschen „verwesentlicht“ werde; er hielt an der traditionellen christlichen Lehre fest, dass Gott der Menschheit und der Welt in souveräner Freiheit gegenüberstehe.

## Letzte Lebensjahre
Im Jahr 1990 erlitt Hendrikus Berkhof eine Hirnblutung. Er konnte danach nicht mehr publizieren und lebte in einem Pflegeheim.

## Veröffentlichungen (Auswahl)
- Christelijk geloof. Een inleiding tot de geloofsleer, 10. Aufl. Kampen 2013
- Theologie des Heiligen Geistes (The doctrine of the holy spirit), 2. Aufl. Neukirchen-Vluyn 1988
- 200 Jahre Theologie: ein Reisebericht, Neukirchen-Vluyn 1985
- Die Katholizität der Kirche, Zürich 1964